# 郭孔辉
郭孔辉（1935年7月12日—），福建福州人，中华人民共和国工程师、中国工程院院士。
1935年，郭孔辉出生于福州市郊（今仓山区盖山镇郭宅村）。郭孔辉的父亲郭鹤璟是福州九中的创办人。祖父是郭氏集团的奠基人郭钦荣，堂叔为郭鹤年。
1956年，毕业于吉林工业大学汽车拖拉机专业，1993年10月，调吉林工业大学任副校长，1994年当选为中国工程院院士，后任吉林大学汽车学院院长、汽车动态模拟国家重点实验室主任。
2001年6月，中国科学技术协会第六次全国代表大会召开，并选举其出任第六届全国委员会常务委员。
2018年，郭孔辉和儿子郭川共同创立中国首家乘用车电控悬架系统前装供应商孔辉科技。